# Ernst Reiber
Ernst Reiber (* 23. September 1901 in Bischofszell; † 10. Juni 1997 in Frauenfeld, heimatberechtigt seit 1907 in Bischofszell) war ein Schweizer Politiker (FDP) sowie Redaktor.

## Leben

### Familie und Ausbildung
Der gebürtige Bischofszeller Ernst Reiber, zweites Kind des aus dem württembergischen Gönningen stammenden Kaufmanns Ernst Johann Reiber und dessen Ehegattin Bertha geborene Gerber, widmete sich nach der Matura an der Evangelischen Mittelschule Schiers dem Studium der Staatswissenschaften an den Universitäten Bern, Genf, Hamburg sowie Zürich, 1926 erwarb er den akademischen Grad eines Dr. rer. pol. In seiner Studienzeit trat er dem Schweizerischen Zofingerverein bei.
Ernst Reiber heiratete in erster Ehe 1931 Elisabeth Frieda geborene Bolliger, in zweiter Ehe 1973 die Arbeitsschulinspektorin Hanna geborene Schmidli. Er verstarb im Juni 1997 in seinem 96. Lebensjahr in Frauenfeld.

### Beruflicher Werdegang
Ernst Reiber trat unmittelbar nach seinem Studienabschluss eine Stelle als Redaktor bei der Schweizerischen Bodensee-Zeitung an, die er bis 1948 innehielt. Der der Freisinnig-Demokratischen Partei Beigetretene gehörte seit 1935 dem Thurgauer Grossen Rat als Kantonsrat an, ehe er 1948 in den Thurgauer Regierungsrat gewählt wurde, dort stand er dem Sanltäts- und Erziehungsdepartement vor. 1964 demissionierte er in Zusammenhang mit dem Rücktritt des thurgauischen Seminardirektors Marcel Müller-Wieland. Ernst Reiber fungierte darüber hinaus von 1954 bis 1964 als Präsident des Evangelischen Kirchenrats und als Vorstandsmitglied der Neuen Helvetischen Gesellschaft sowie der Pro Helvetia.
Ernst Reiber erwarb sich insbesondere Verdienste um das Spital- (1950) sowie das Kantonsschulgesetz (1956).

## Veröffentlichungen (Auswahl)
- Die gewerbsmässige Nachrichtenvermittlung, Inaugural-Dissertation. Buchdruckerei schweizerische Bodensee-Zeitung, Romanshorn 1927.
- Mit Adolf Salzmann, Rudolf Pfisterer: Geist und Ungeist der letzten 75 Jahre im Spiegel von Bischofszells Geschichte und Lokalpresse. Zum 75jährigen Bestehen der «Bischofszeller Zeitung», 1860–1935. A. Salzmann-Schildknecht, Bischofszell 1935.
- Thurgau: Die früheren thurgauischen Ständeratspräsidenten. Zur Bedeutung des eidgenössischen Amtes. Hans E. Schäffeler, Romanshorn 1976.

## Archive
- Eintrag über Ernst Reiber im Schweizer Staatsarchiv
- Ernst Reiber; Matrikel-Nummer 30198, Matrikeledition der Universität Zürich